# Буренков, Сергей Петрович
Сергей Петрович Буренков (20 июля 1923, Петроград, РСФСР, СССР — 8 апреля 2004, Москва, Российская Федерация) — советский организатор здравоохранения, фтизиатр, кандидат медицинских наук (1970), заслуженный врач РСФСР (1973), Министр здравоохранения СССР (1980—1986).

## Биография
Родился 20 июля 1923 года в Петрограде. Отец – Пётр Андреевич Буренков (1890–1941), погиб при обстреле Ленинграда. Мать – Ольга Прокофьевна, урожд. Павлова (1896–1969).
После окончания средней школы в 1941 году был зачислен в Военно-морскую медицинскую академию. Обучение вынужденно началось с боевой подготовки и рытья окопов на Кингисеппском направлении. В октябре курсанты вернулись в Ленинград и зимой через Ладожское озеро были эвакуированы в Киров, где фактически и началось их обучение. Летом следующего года весь второй курс был направлен в город Верещагино Пермской области, в 252-ю стрелковую дивизию. Часть курсантов стали санинструкторами, но большинство получило звания младших командиров и было направлено в стрелковые роты и артиллерийские батареи. Осенью 1942 года 252-я стрелковая дивизия заняла оборону северо-западнее Сталинграда в районе Грачевой балки. Старший сержант Буренков был назначен командиром расчета противотанковых ружей, а позднее стал командовать расчетом 45-мм орудия; 23 ноября был тяжело контужен и ранен в левую ногу. После лечения в армейском госпитале попал в 91-ю танковую бригаду. После завершения Сталинградской битвы, 91-я танковая бригада была отправлена на отдых и пополнение. А Буренков по приказу Верховного Главнокомандующего был отозван для продолжения учебы.
В Киров вернулась лишь половина курсантов Военно-морской медицинской академии. В 1944 году академия вернулась в Ленинград, где в 1947 году состоялся выпуск курса, вошедшего в историю академии как «Сталинградский». Вместе с Буренковым академии окончили Иннокентий Шастин и Валентин Лисовский. С 1945 года он был членом КПСС.
С 1947 по 1961 год работал в противотуберкулезных учреждениях: сначала — врачом-ординатором туберкулезного санатория министерства государственной безопасности СССР в Грузинской ССР; с 1949 года был клиническим ординатором Ленинградского института туберкулеза, а с 1950 года — заведующий отделением и заместитель главного врача по медицинской части Медвежьегорского туберкулезного санатория в Карельской АССР; с 1959 года — главный врач ленинградской городской туберкулезной больницы. В 1949 году он поступил в клиническую ординатуру Института туберкулёза.
С 1961 по 1966 год находился на партийной и советской работе, избирался председателем Исполкома райсовета и первым секретарём Сестрорецкого райкома КПСС Ленинграда.
С 1966 по 1971 год был заведующим Ленинградским городским отделом здравоохранения. В эти годы уделял внимание развитию специализированной медицинской, в частности травматологической помощи, организации крупных многопрофильных больниц, совершенствованию работы амбулаторно-поликлинических учреждений, скорой медицинской помощи. 
С 1973 года (по другим сведениям с 1971) — первый заместитель министра здравоохранения СССР. Этот период его работы связан и с большой научной деятельностью, итогом которой, включая и последующие годы, явилась публикация в печати 140 научных трудов по проблемам медицины. Им в соавторстве с учеными-медиками было подготовлено несколько монографий.
С декабря 1980 года до выхода на пенсию в 1987 году он занимал должность министра здравоохранения СССР. Выйдя на пенсию, занял должность научного редактора «Медицинской энциклопедии» Академии медицинских наук СССР и проработал в этом качестве около шести лет.
Кандидат в члены ЦК КПСС в 1980—1990 гг.
Депутат Совета Национальностей Верховного Совета СССР 10-11 созывов (1979—1989) от Таджикской ССР.
Умер 8 апреля 2004 года. Похоронен на 10-м участке Троекуровского кладбища.

## Награды и звания
Награждён орденами Ленина, Октябрьской Революции, Отечественной войны 1-й степени, Трудового Красного Знамени, «Знак Почёта», чехословацким орденом Дружбы (1983).

## Семья
Жена – Новелла Михайловна Протопопова (1925–1991). Окончив 1-й Ленинградский мединститут, она работала врачом, доцентом этого института, а с переездом мужа в Москву стала доцентом 1-го Московского мединститута.
Их сын – Михаил.